# Chorisoneura surinama
Chorisoneura surinama är en kackerlacksart som beskrevs av Henri Saussure 1868. Chorisoneura surinama ingår i släktet Chorisoneura och familjen småkackerlackor. Inga underarter finns listade i Catalogue of Life.